# Jednorožec, gorgona a mantikora
Jednorožec, gorgona a mantikora aneb Tři neděle básníka (v anglickém originále The Unicorn, the Gorgon, and the Manticore or, The Three Sundays of a Poet) je „madrigalová bajka“ pro sbor, deset tanečníků a devět nástrojů s hudbou a původním libretem italskoamerického skladatele Giana Carla Menottiho. Zakládá se na žánru italské madrigalové komedie z 16. století a sestává z prologu a dvanácti madrigalů proložených šesti hudebními (tančenými) mezihrami. Jednorožec, gorgona a mantikora v názvu díla jsou alegoriemi pro tři etapy života protagonisty příběhu, podivného básníka, který chová bájné bytosti jako domácí zvířata. Premiéra díla se konala ve Washingtonu v Coolidgeově auditoriu Knihovny Kongresu dne 19. října 1956.

## Vznik a inscenační historie

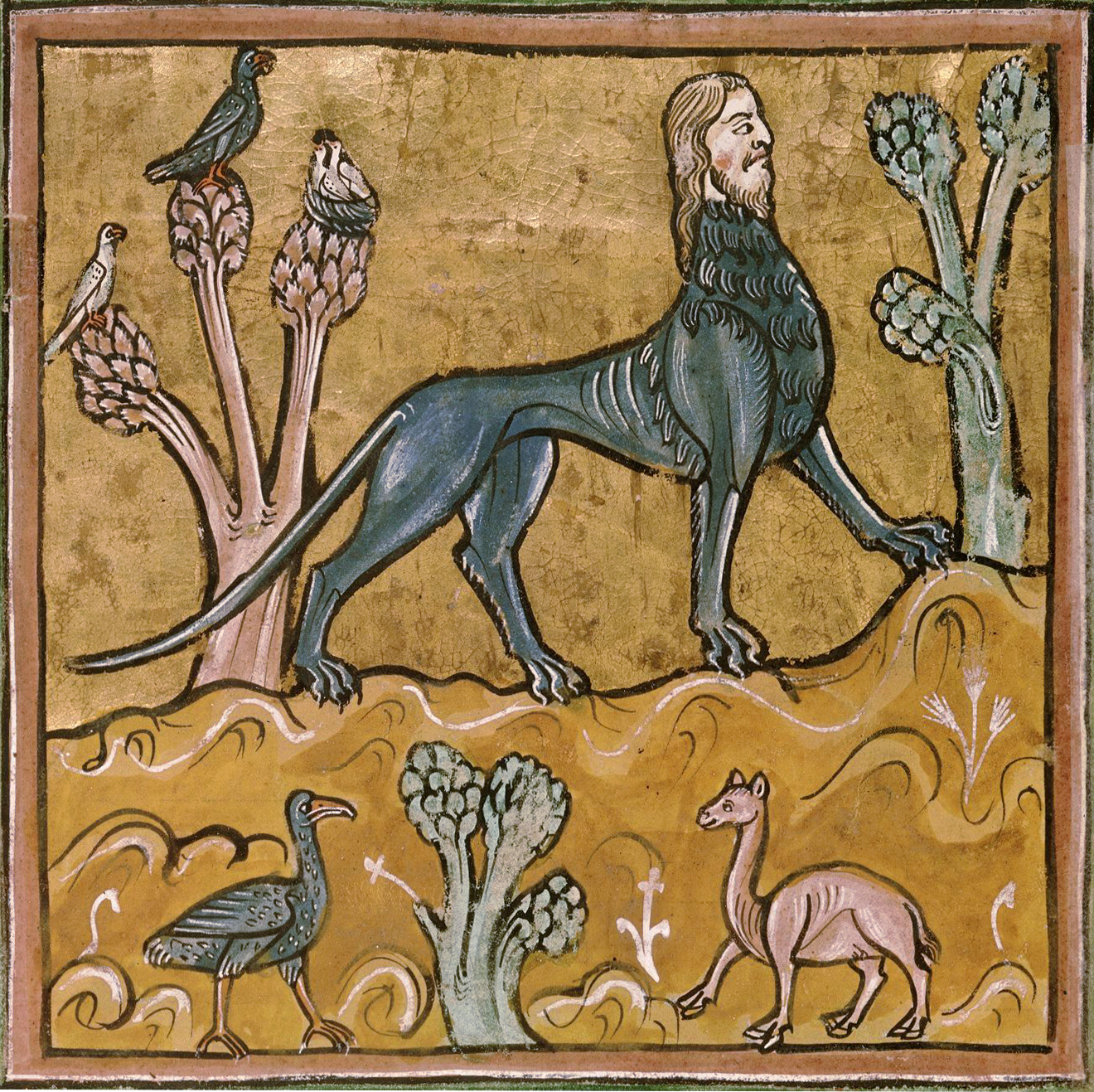
Mantikora na iluminaci z Rochesterského bestiáře (2. čtvrtina 13. století).

Jednorožce, gorgonu a mantikoru objednala v roce 1956 nadace Elizabeth Sprague Coolidge Foundation pro 12. festival komorní hudby ve Washingtonu. Při sestavování libreta Menotti využil starší skici, kterou si načrtl po čtení T. H. (=Terence Hanbury) Whitovy knihy Bestiář (The Book of Beasts) z roku 1954, překladu středověkého latinského bestiáře. Obsahem je komický, ale vposledku melancholický útok na „netečné vrahy básníkových snů“: otrockou společenskou konformnost a snadnost, s jakou je odvrhováno to, co je „nemódní“. Jak shledala řada komentátorů a potvrdíl sám Menotti, autor se v příběhu silně identifikuje s básníkem. Tři bytosti z názvu jsou alegorickými reprezentacemi etap básníkova života, přičemž jednorožec symbolizuje krásu a přísliby mládí, gorgona úspěch a povýšenost středního věku a mantikora představuje ostýchavou osamělost stáří.
Přestože libreto je napsáno v angličtině, sleduje Menottiho dílo vzor italské madrigalové komedie neboli commedia harmonica ze 16. století, která byla jedním z předchůdců operního žánru a jejímž typickým představitelem je L'Amfiparnaso Orazia Vecchiho. Na rozdíl od běžných oper je veškerý zpěv sborový, zcela bez sólových úloh. (Rozsáhlé sborové pasáže však charakterizují i obě bezprostředně předcházející Menottiho díla, opery Amahl a noční návštěvníci a Svatá z Bleecker Street.) I když tanec byl od počátku zamýšlen jako integrální součást díla, Menotti se zdráhal označovat je jako balet a nakonec se rozhodl pro žánrové označení „madrigalová bajka“. Hudbu složil prakticky na poslední chvíli a posílal madrigaly choreografovi Johnu Butlerovi postupně, jak je dokončoval. Dvanáctý a poslední madrigal byl dokončen teprve týden a první úplná zkouška se konala pouhé čtyři dny před premiérou.
Světová premiéra se konala v Coolidgeově auditoriu (budova Thomase Jeffersona) Knihovny Kongresu. Dirigoval ji Paul Callaway (který na poslední chvíli zastoupil Thomase Schipperse, jenž byl příliš zaneprázdněn, než aby mohl dílo dokončované na poslední chvíli řádně nastudovat), choreografii provedl John Butler a představení se konala 19., 20. a 21. října 1956 s příznivým ohlasem u kritiky i obecenstva. Newyorskou premiéru uvedl New York City Ballet dne 15. ledna 1957 v inscenaci dirigované Thomasem Schippersen a v choreografii Johna Butlera. Úlohu Básníka v této inscenaci tančil Nicholas Magallanes a tři bájné bytosti tančili Arthur Mitchell (Jednorožec), Eugene Tanner (Gorgona) a Richard Thomas (Mantikora). Od té doby byli Jednorožec, gorgona a mantikora mnohokrát uvedeni jak v plné baletní podobě, tak (častěji) pouze jako sborové dílo. Bostonskou premiéru nastudoval v roce 1972 sbor Boston Cecilia, který ji uvedl opět v roce 1996 v inscenaci ve Sanders Theatre; tato inscenace byla základem pro studiovou nahrávku pořízenou tímto sborem následujícího roku.
Z inscenací v 21. století lze jmenovat tu v Reno v podání Nevada Opera a Sierra Nevada Ballet v roce 2007; v italském Spoletu na Festivalu dvou světů rovněž v roce 2007; a ve Washingtonu, D.C. v podání sboru Cantate Chamber Singers a baletního souboru Bowen McCauley Dance v roce 2009. Při příležitosti stého výročí Menottiho narození roku 2011 se konala představení v Seattlu v podání vokálního souboru The Esoterics, v Tucsonu v podání The Arizona Choir v Lublani v nastudování Slovinského národního divadla opery a baletu (na Lublaňském hradě, první představení už v roce 2010).

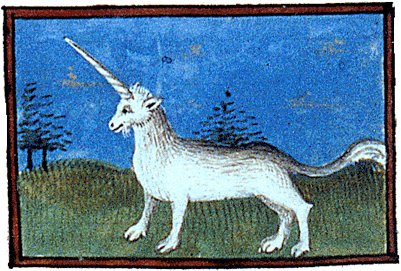
Jednorožec vyobrazený v rukopise of De proprietatibus rerum by Bartholomea Anglica (2. čtvrtina 13. století).

## Struktura a hudba
Jednorožec, gorgona a mantikora sestává z prologu a dvanácti madrigalů, které vyprávějí ucelený příběh. Jsou zpívané (většinou a cappella) 24-hlasým smíšeným sborem (SATB) a proložené šesti instrumentálními mezihrami. Žánrově je lze obtížně zařadit; muzikolog David Patmore hovoří o kombinaci masky, baletu a komorní hudby. Provozované dílo trvá přibližně 45 minut a je instrumentováno pro komorní soubor sestávající z pěti dechových nástrojů (flétna, klarinet, hoboj, fagot a trubka), dvou nižších smyčcových nástrojů (violoncello a kontrabas), harfy a bicí soupravy.
Menotti sám popsal obsah a poselství díla takto: „Ve skutečnosti je Jednorožec, gorgona a mantikora symbolické dílo o životě umělce. Jednorožec je jeho mládí, gorgona střední věk a mantikora stáří. Básník má tyto tři nestvůry a vždycky, když už má všeho dost, přejde z jedné periody do druhé. Nejprve zabije jednorožce, nebo alespoň tvrdí lidem, že ho zabil. Pak zabije gorgonu, pak mantikoru. Všichni ho následují; kdokoli ho kopíroval a pořídil si jednorožce a gorgony a mantikory, zabije svoje mantikory a gorgony a jednorožce. Ale když básník nakonec umírá, jdou do jeho domu a zjistí, že on má stále všechny tři bytosti. Pro umělce je každé dílo, které vytvoří, částí jeho vlastního vývoje, a když se mě lidé ptají: „Které je vaše nejoblíbenější dílo?“, nevím. Všechna představují nějakou radost, nějaké utrpení.“
Kritik Time Magazine, který byl přítomen světové premiéře, popsal hudbu Jednorožce jako „zvláštní a podmanivá kombinace starých kontrapunktových harmonií a kousavých, moderních, dramatických hodnot“. Týž kritik zvláště ocenil melancholickou krásu dvanáctého a posledního madrigalu, kdy sbor zpívá „téměř liturgicky, jakoby každý hlas byl jednou píšťalou varhan“. Podle kritika Boston Globe R. Dyera „Menottiho zhudebnění slov je vždy profesionálně přesné a to, jak zvládl celou škálu renesančních sborových technik, svědčí o jeho teoretické průpravě a jeho kázni“.
Menotti o dvanáctém madrigalu řekl: „Je to to nejvíce niterně a osobně procítěné, co jsem kdy napsal. Je to něco, co bych si přál pro svůj pohřeb.“ Tři věky života spojené s bájnými stvořeními skladatel identifikoval navíc se třemi zeměmi, v nichž strávil většinu svého života: „Itálie je můj jednorožec, Amerika má gorgona a Skotsko má mantikora.“ Tento madrigal byl rovněž zpíván roku 1981 na pohřbu skladatele Samuela Barbera, který byl po mnoho let Menottiho milencem.
Jednorožec, gorgona a mantikora byli označeni jako jedno z Menottiho nejpromyšlenějších a nejpoutavějších děl, i respektovaná encyklopedie The New Grove Dictionary of Opera je charakterizuje jako jedno z Menottiho nejkouzelnějších děl.

## Osoby a obsazení
| Osoba            | světová premiéra (21.10.1956) |
| ---------------- | ----------------------------- |
| Hraběnka         | Genze De Lappe                |
| Starostová       | Vilma Curley                  |
| Doktorová        | Lee Becker                    |
| Hradník / Básník | Nicholas Magallanes           |
| Jednorožec       | Talley Beatty                 |
| Gorgona          | Eugene Tanner                 |
| Mantikora        | Richard Thomas                |
| Starosta         | John Mandia                   |
| Doktor           | Jonathan Watts                |
| Hrabě            | Loren Hightower               |
| Dirigent:        | Paul Callaway                 |
| Režie:           | Gian Carlo Menotti            |
| Choreografie:    | John Butler                   |
| Výprava:         | Jean Rosenthal                |

## Děj
- Úvod (There once lived a Man in a Castle). Kdysi žil na hradě nad městem podivný muž stranící se společnosti: nechodil na hraběnčiny večírky, k lékaři ani do kostela.
- První mezihra (Tanec Muže z hradu).
- První madrigal (Every Sunday afternoon). Každou neděli odpoledne se lepší společnost prochází po promenádě a vyměňuje si novinky a klepy.
- Druhá mezihra (Promenáda).

### První neděle
- Druhý madrigal (One Sunday the proud Man in the Castle). Jednu neděli se muž z hradu objevil na promenádě s jednorožcem na stříbrném řetězu. Lidé ho považovali za blázna a smáli se mu: proč by měl bohatý a urozený člověk chovat takové nezvyklé zvíře, když je tolik jiných respektovaných zábav?
- Třetí madrigal (Unicorn, Unicorn, my swift and leaping Unicorn). Básník krotí bujného jednorožce. Varuje ho před pannou spící pod citroníkem, jejíž polibek skrývá jed, a radí mu držet se domova – temného lesa.
- Čtvrtý madrigal (Why are you sad, my darling?). Hraběnka je smutná: jaký smysl má život, nemůže-li mít vlastního jednorožce? Hrabě jí ho slíbí do zítřka obstarat.
- Třetí mezihra (Promenáda s jednorožci). Hrabě a hraběnka se objeví na veřejnosti v doprovodu jednorožce. Lidé je nejprve užasle sledují, brzy však se každý, kdo může, prochází s vlastním jednorožcem.

### Druhá neděle
- Pátý madrigal (Behold the Gorgon, stately and proud). Básník si vede gorgonu: je to pyšné, nebojácné a divoké zvíře, které si nevšímá závistníků, kritiků a nepřátel.
- Šestý madrigal (And what is that, a Bloody-Nun, a werewolf?). Měšťané se posměšně divé novému stvoření a ptají se po osudu jednorožce. Muž z hradu odpovídá, že jím již byl znuděn, a proto ho zabil.
- Sedmý madrigal (Why are you sad, my darling?). Hraběnka potají otrávila svého jednorožce a nyní předstírá pláč. Hrabě ji nabídne koupit nového, ale jednorožci se stali příliš obyčejnými a hraběnka si přeje gorgonu. Hraběti se tento nápad nelíbí, ale po krátké hádce rezignuje a slíbí ji obstarat.
- Čtvrtá mezihra (Promenáda s gorgonami). Hrabě a hraběnka se objeví na veřejnosti v doprovodu gorgony. Lidé je nejprve užasle sledují, brzy však se každý, kdo může, prochází s vlastní gorgonou.

### Třetí neděle
- Osmý madrigal (Do not caress the lonely Manticore). Básník tentokrát vede mantikoru. Je to plaché, osamělé stvoření, které není radno hladit. Touží po lásce, ale bojí se jí a často zraní toho, koho má nejraději.
- Devátý madrigal (And who is that, Methuselah or Belzebub?). Lidé se opět posměšně diví novému objevu muže z hradu a jsou dotčeni, když jim muž prozradí, že gorgonu zabil.
- Pátá mezihra. Hraběnka tajně probodne svou gorgonu.
- Desátý madrigal (Why are you sad, my darling?). Tentokrát to vydá na dlouhou a hořkou hádku, než hrabě svolí koupit hraběnce již ne obyčejnou gorgonu, ale mantikoru.
- Šestá mezihra (Promenáda s mantikorami). Hrabě a hraběnka se objeví na veřejnosti v doprovodu mantikory. Lidé je nejprve užasle sledují, brzy však se každý, kdo může, prochází s vlastní mantikorou.
- Jedenáctý madrigal (Have you noticed). Muž z hradu se již dlouho neobjevil a lidé z města se domnívají, že zabil i svou mantikoru. Nesmírně pohoršeni takovou bezcitností se vydávají na hrad.
- Pochod na hrad (Slow, much too slow). Boží soud je příliš pomalý, měšťané se vydávají na hrad soudit rychle. „Musíme soudit ty, co žijí, a odsoudit ty, co milují… Nesnášíme nic, co neposvětila móda.“
- Dvanáctý madrigal (Oh, foolish people, who feign to feel). Básník umírá obklopen svým jednorožcem, gorgonou a mantikorou. Obviňuje lidi, že to oni zabíjejí básníkovy sny, a loučí se se svými třemi stvořeními, která jsou všechna „dětmi jeho fantazie“; všechna je miloval stejně v básníkovu srdci jsou navždy živá.

## Diskografie
- 1957 (LP EMI/Angel; CD 2011 Naxos (Historical) 8.111360-61) Nahrávku na základě první inscenace diriguje Thomas Schippers.
- 1997 (CD Newport Classics). Sbor Boston Cecilia diriguje Donald Teeters.
- 1999 (CD Albany Records 2001) Sbor Carolina Chamber Chorale diriguje Timothy Koch